# Взятие Багдада (1534)
Взятие Багдада — овладение воинскими формированиями вооружённых сил Османской империи, находившимися под командованием Сулеймана I, Багдадом в ходе турецко-персидской войны 1514—1555 годов. При вступлении турецких частей сопротивления им оказано не было; представители власти бежали, не пожелав организовать оборону. В результате взятия Багдада экономически важные реки Тигр и Евфрат, по которым осуществлялось передвижение международных и региональных торговых судов, перешли к туркам. Итог овладения Багдадом, наряду с взятием Басры, произошедшем в 1546 году, предопределил установление контроля над Нижней Месопотамией и устьями Тигра и Евфрата, благодаря чему стал возможен выход турецких судов в Персидский залив с целью совершения торговли.
Турки благоприятствовали популяризации среди местных суннитов и шиитов культа почитания могил. Произошло создание систем орошения полей. Прозимомав в Багдаде зимой 1534—1535 годов, Сулейман, позаботившись о создании огромного по численности гарнизона, возвратился в Константинополь.
В течение последующих десятилетий туркам удалось значительно укрепить свои позиции в регионе, Багдад официально вошёл в состав Османской империи, однако в 1623 году город вновь заняли персидские войска.